# استهلاك مستدام

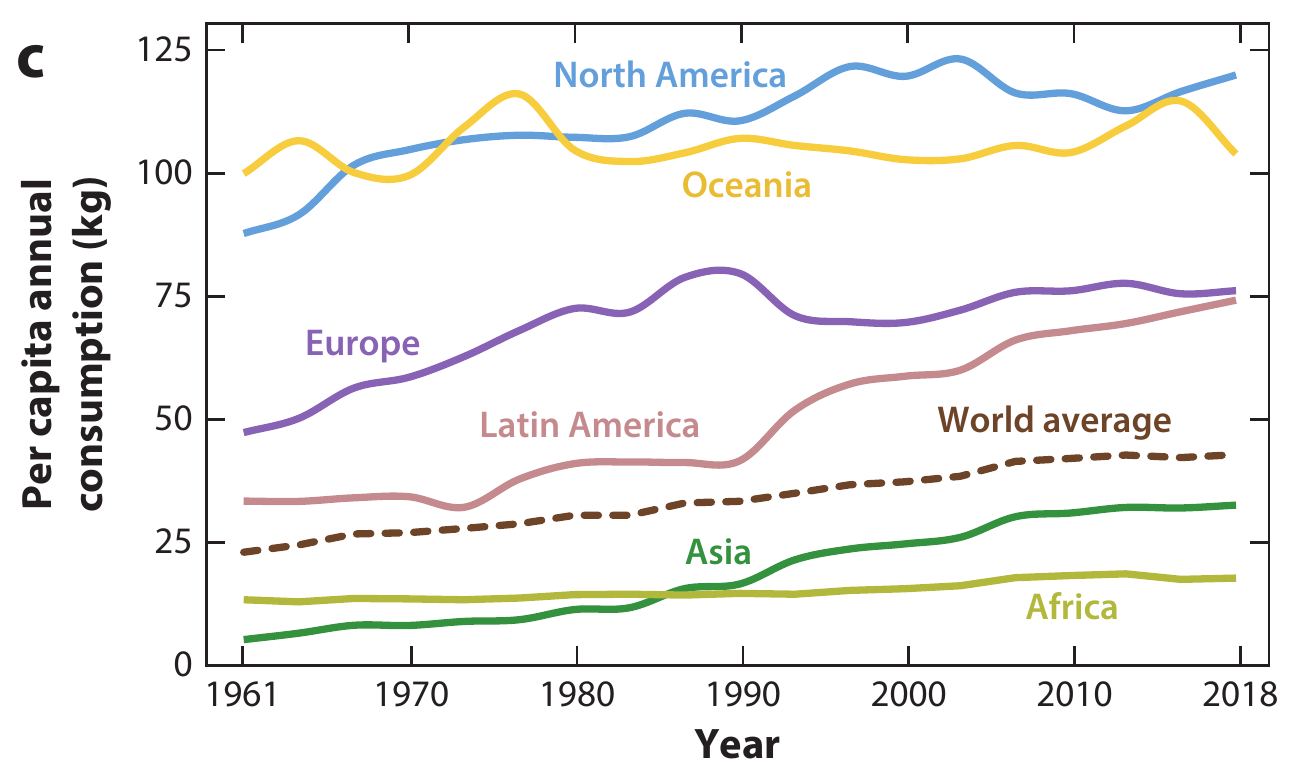
الاستهلاك الفردي السنوي لللحوم حسب المنطقة

الاستهلاك المستدام، استخدام المنتجات المادية، والطاقة، والخدمات غير المادية بطريقة تقلص آثارها على البيئة إلى الحد الأدنى، بحيث يمكن ضمان تحقيق الاحتياجات البشرية ليس فقط في الحاضر، بل ولأجيال المستقبل. لا يقتصر مصطلح الاستهلاك على الأفراد والبيوت، بل يشير كذلك إلى الحكومات والشركات والمؤسسات الأخرى. يرتبط الاستهلاك المستدام ارتباطًا وثيقًا بالإنتاج المستدام وأساليب الحياة المستدامة. «يقلص أسلوب الحياة المستدام الأثر البيئي إلى حده الأدنى مع السماح بحياة مزدهرة للأفراد، والبيوت، والمجتمعات، وأكثر. هو نتيجة القرارات الفردية والجمعية الخاصة بالتطلعات وتحقيق الحاجات وتبني الممارسات، التي هي بدورها مشروطة، وميسرة، ومحدودة بالأعراف المجتمعية، والمؤسسات السياسية، والسياسات العامة، والبنى التحتية، والأسواق، والثقافة.
تضع الأمم المتحدة تحليلات للكفاءة، والبنى التحتية، والهدر، بالإضافة إلى الخدمات الأساسية، والأعمال الصديقة للبيئة واللائقة، وجودة أفضل للحياة ضمن مفهوم الاستهلاك المستدام. يتشارك المفهوم عددًا من المزايا مع مصطلحي الإنتاج المستدام والتنمية المستدامة وهو مرتبط بهما ارتباطًا وثيقًا. الاستهلاك المشروط، بوصفه جزءًا من التنمية المستدامة، هو شرط مطلوب في الصراع العالمي ضد تحديات الاستدامة كالتغير المناخي ونضوب الموارد والمجاعات والتلوث البيئي.
يعتمد كل من الاستهلاك المستدام والتنمية المستدامة على أركان معينة مثل:
- الاستخدام الكفء للموارد، وتقليص الهدر والتلوث.
- استخدام الموارد المتجددة ضمن قدرتها على التجدد.
- دورات حياة أكمل للمنتجات.
- مساواة بين الأجيال ومساواة للأقران من كل جيل.

يسعى الهدف 12 من أهداف التنمية المستدامة إلى «ضمان استخدام أنماط مستدامة للاستهلاك والإنتاج».

## تعريف أوسلو
عرفت ندوة أوسلو لعام 1994 الاستهلاك المستدام بأنه استهلاك البضائع والخدمات التي تحسن جودة الحياة مع الحد من استخدام الموارد الطبيعية والمواد الضارة.

## الاستهلاك شديد الاستدامة والاستهلاك ضعيف الاستدامة
يفرق بعض الكتاب بين الاستدامة «القوية - الشديدة» والاستدامة «الضعيفة».
في عام 1992، اهتم مؤتمر الأمم المتحدة عن البيئة والتنمية (يو إن إي دي)، والذي يعرف أيضًا باسم قمة كوكب الأرض، -بالاستهلاك المستدام. وقد فرق أيضًا بين الاستهلاك المستدام ضعيف الاستدامة وقويها ولكن المؤتمر حيد جهوده عن الاستهلاك قوي الاستدامة. يشير الاستهلاك المستدام القوي إلى المشاركة في نشاطات بيئية حيوية، كاستهلاك البضائع المتجددة ومرتفعة الكفاءة (كالسيارات الكهربائية، والدراجات، والطاقات المتجددة). يشير الاستهلاك قوي الاستدامة أيضًا إلى الحاجة الملحة لتخفيض مساحة المعيشة للفرد ومعدل الاستهلاك له. بالمقابل، الاستهلاك ضعيف الاستدامة هو الفشل في الالتزام بالاستهلاك قوي الاستدامة. أو بمعنىً آخر استهلاك النشاطات عالية التلويث، كالاستخدام الدائم للسيارات واستهلاك البضائع غير القابلة للتفكك الحيوي (كالقطع البلاستيكية والمعادن والأنسجة المختلطة).
وجدت قمة كوكب الأرض عام 1992 أن الاستهلاك المستدام، ويس التنمية المستدامة، هو محو تركيز المشهد السياسي. حاليًّا، لا يوجد الاستهلاك قوي الاستدامة إلا بالحد الأدنى في حدود الحوارات والأبحاث. ابتعدت امتيازات المنظمات الحكومية الدولية عن الاستهلاك المستدام. ولتجنب النقد، ادعت هذه المنظمات أن تأثيراتها محدودة، واضعة مصالحها في أغلب الأوقات حيث تمليها عليها احتياجات ورغبات المستهلكين. بفعل ذلك، لم تدعم المنظمات سوى تعديلات طفيفة باتجاه الكفاءة البيئية، ما أدى إلى ظهور شكوك لدى الحكومات وانحسار الالتزام بجهود الاستهلاك شديد الاستدامة.
لأجل تحقيق الاستهلاك المستدام، يجب إحداث تطويرين: يتطلب الأمر كلًّا من ازدياد كفاءة الاستهلاك والتغير في أنماط الاستهلاك وتخفيض مستويات الاستهلاك في الدول الصناعية بالإضافة إلى الطبقات الاجتماعية الثرية في البلدان النامية التي لها أيضًا أثر بيئي كبير وتشكل قدوة للطبقات المتوسطة المتزايدة في البلدان النامية. الشرط الأول ليس كافيًا لوحده ويمكن تسميته استهلاكًا ضعيف الاستدامة. هنا تدعو التحسينات التكنولوجية والكفاءة البيئية إلى انخفاض ضروري في استهلاك الموارد. بمجرد استيفاء هذا الغرض، يصبح الشرط الثاني، وهو التغير في أنماط الاستهلاك وخفض مستوياته، أمرًا لا غنى عنه. يمكن أن تأخذ منهجيات الاستهلاك قوي الاستدامة أيضًا بعين الاعتبار بعد الرفاه الاجتماعي وتقيم الحاجة إلى إجراء التغييرات وفق منظور تجنب المخاطر. لتحقيق ما يمكن الاصطلاح على تسميته استهلاكًا قوي الاستدامة؛ يطلب وجود تغييرات في البنى التحتية بالإضافة إلى وجود خيارات لدى العملاء. على الصعيد السياسي، كان الاستهلاك ضعيف الاستدامة محل نقاش في حين غاب الاستهلاك قوي الاستدامة عن كل المناظرات السياسية.
تصف ما تسمى بفجوة القيم/الأفعال أو فجوة السلوك/المواقف عقبةً كبيرةً في وجه التغييرات في السلوك الفردي للعميل. يعي الكثير من المستهلكين جيدًا أهمية خياراتهم الاستهلاكية ويهتمون بالقضايا البيئية، ولكن معظمهم لا يترجم هذه المخاوف عن طريق أنماطهم الاستهلاكية فعملية صنع قرار الشراء عملية شديدة التعقيد وتعتمد على عوامل اجتماعية وسياسية ونفسية على سبيل المثال لا الحصر. حدد يونغ وزملاؤه الحواجز الرئيسية المؤثرة في خيارات الاستهلاك الأخضر بعدم توفر الوقت للدراسات، والأسعار المرتفعة، وعدم توفر المعلومات، والجهد الفكري الذي يجب بذله.

## الوعي البيئي
هو الاعتراف بأن رفاه الإنسان مرتبط ارتباطًا شديدًا بالبيئة الطبيعية، بالإضافة إلى الاهتمام بتغيير النشاطات البشرية التي تسبب أذىً بيئيًّا.

## أنماط سلوك تاريخية تتعلق بالاستهلاك المستدام
شهدت بدايات القرن العشرين، وخصوصًا في الفترة الكائنة بين الحربين العالميتين، تحول الكثير من العائلات باتجاه الاستهلاك المستدام. عندما بدأت البطالة تستنفد المواد، بدأت عوائل الطبقة العاملة الأمريكية تصبح أكثر اعتمادًا على البضائع المستعملة، كالثياب والأدوات والمفروشات. شكلت الأغراض المستخدمة مدخلًا إلى ثقافة المستهلك، إذ لم تكن وسائل الراحة دومًا متوفرة. لم تكن الأغراض المستعملة مجرد مدخل إلى ثقافة المستهلك، بل وفرت أيضًا قيمة استثمار، وتحسينات لقدرات زيادة الدخل. شهد الكساد العظيم زيادات في أعداد الأسر المجبرة على ارتداء الثياب المستعملة، إذ لم يعد بالإمكان شراء الثياب الجديدة. عندما أصبحت المعاشات بائسة، عرضت بعض الشركات على موظفيها استبدال ثيابهم عوضًا عن إعطائهم مستحقاتهم المالية. نتيجة ذلك فقد تباطأت صيحات الأزياء إذ أصبحت الثياب مرتفعة الجودة تعد من الرفاهيات صعبة المتناول.
خلال التضخم السريع للضواحي ما بعد الحرب، وصلت العائلات إلى مستويات جديدة من الاستهلاك الجمعي. عقب مؤتمر عام 1956 لجمعية الصناعات البلاستيكية (إس بّي آي)، سرعان ما دخلت شركات البلاستيك سوق الاستهلاك الجمعي الكبير لأمريكا ما بعد الحرب العالمية. خلال هذه الفترة بدأت شركات مثل ديكسي تستعيض عن المنتجات القابلة لإعادة الاستخدام بحاويات للاستهلاك مرة واحدة (بلاستيكية ومعدنية). بدأ المستهلكون بسبب جهلهم بطريقة التخلص من الحاويات برمي النفايات في الأماكن العامة والحدائق الوطنية. عقب حظر مشرعي ولاية فيرمونت للمنتجات الزجاجية ذات الاستعمال لمرة واحدة، اتحدت شركات البلاستيك لتشكل منظمة «أبقوا أمريكا جميلة» للتشجيع على الأفعال الفردية ومحاربة تشريع الإجراءات التنظيمية التي تؤثر على أعمالهم. بعد تبني المنظمة للمشروع، وحدت جهودها مع مدارس وهيئات حكومية لنشر رسالة محاربة رمي النفايات. بإدارة حملات خدمات عامة كسوزان سبّوتليس فقد شجعت المنظمة المستهلكين على التخلص من النفايات في الأماكن المخصصة. بعد حملات إعلامية واسعة، أصبح التخلص من النفايات ظاهرةً اجتماعيةً تتعلق بالاستهلاك.